# Sarbia catomelaena
Espèce
Synonymes
- Mysoria catomelaena (Mabille & Boullet, 1908) (préféré par NCBI)[1]
- Sarbia catomelaena[1]

Sarbia catomelaena est une espèce de lépidoptères de la famille des Hesperiidae, de la sous-famille des Pyrginae et de la tribu des Pyrrhopygini.

## Dénomination
Sarbia catomelaena a été décrit par Paul Mabille et Eugène Boullet en 1908.

### Nom vernaculaire
Sarbia catomelaena se nomme Cato Firetip en anglais.

## Description
Sarbia catomelaena est un papillon  au corps trapu noir avec la tête et l'extrémité de l'abdomen rouge et des traces rouges sur la partie ventrale de l'abdomen.
Les ailes sont de couleur marron à frange beige et aux aile antérieures deux bandes crème une partielle postdiscale depuis le bord costal l'autre du bord costal au bord interne et une aux ailes postérieures du bord costal au bord interne, près de l'angle anal.

## Écologie et distribution
Sarbia catomelaena est présent au Brésil.

### Protection
Pas de statut de protection particulier.